# Zoulikha Tahar
Zoulikha Tahar (Arabisch: زوليخة طاهر) , ook bekend onder de naam Toute Fine, (Oran, 15 augustus 1992) is een Algerijnse feministe, dichteres, slameuse en autodidactische videografe. Ze is een doctoraatsstudent in materiaalmechanica (Universiteit Djillali Liabes in Sidi-bel-Abbès).

## Oeuvre
Zoulikha Tahar begon te schrijven onder het pseudoniem Toute Fine in 2015.
In 2017 werd Toute Fine bekend dankzij een samen met Sam MB geregisseerde korte film over straatintimidatie. De film, getiteld La rue, kreeg veel aandacht. La rue werd vertoond op verschillende culturele evenementen (op de Bourse du travail in Toulouse en – gevolgd door een debat over de plaats van de vrouw in de openbare ruimte – als onderdeel van het festival Algérie en mouvement in Parijs).
In oktober 2017 redigeert ze, met de bijdrage van het Institut Français in Oran, een dichtbundel met de titel Presque Deux, een reconstructie van foto's en teksten van de eerste twee jaar van het bestaan van Toute Fine op sociale media.
In november 2017 paste Toute Fine haar collectie aan voor een voorstelling en speelde het voor het eerst in Parijs in het Théâtre de la Nouvelle Seine en in maart 2018 in het Institut Français in Annaba. De voorstelling, getiteld Autour de presque deux, werd gevolgd door een debat over de vele thema's die aan de orde komen, met als primair doel het bevrijden, verspreiden en delen van het vrije woord.
En zij realiseert aan het instituut van de Arabische wereld met Eddy Terki, een Frans-Algerijnse grafisch ontwerper, een uitvoering/installatie van Parijs naar Oran (dialoog tussen twee oevers) die de uitdaging toont verbinding te willen maken tussen twee steden met verschillende culturen maar toch dicht bij elkaar in de geschiedenis.
Toute Fine animeert veel schrijfworkshops, soms met het Institut Français van Oran in Algerije. Ze organiseert literaire bijeenkomsten, debatten en lezingen, voornamelijk met een feministisch karakter.

### Collectief Awal
Zoulikha Tahar is lid en medeoprichtster van het collectief Awal (betekenis: woord) dat is samengesteld uit vier slameurs en slameuses: Zoulikha (Toute Fine), Samia (Sam Mb) en Sedik (WHO Sedik) met wisselende medewerking van musici en musicennes en zangers en zangeressen in bepaalde scènes, zoals Sabri Farouk (gitarist en zanger) en Kamel Hadji (ook gitarist en zanger). De scènes van het collectief zijn zeer rijk aan diversiteit. Die verscheidenheid bevindt zich tussen slam en zang met invloeden van blues, soul en alternatieve pop.

#### Collectief Tej Leryem
Zoulikha Tahar is ook lid en medeoprichtster van het collectief Tej Leryem (betekenis: vrouwenkroon) dat bestaat uit de kunstenaars Toute Fine, Ahlem Imene en Bouchra Zozo. Tej Leryem maakt tentoonstellingen, schilderijen, foto's en video's evenals uitvoeringen van slam.